# Шілас (Казлу-Руда)

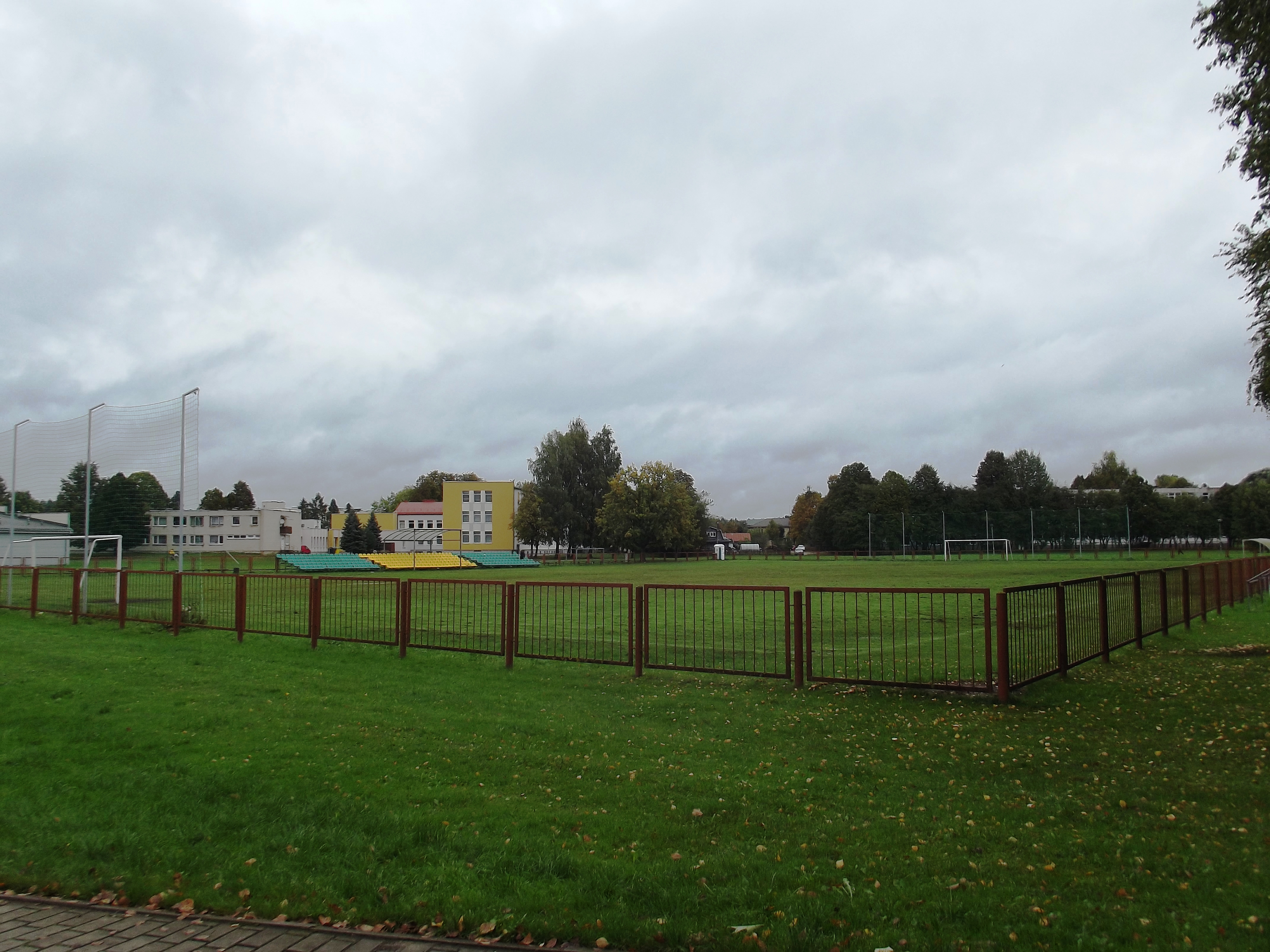
Стадіон Казлу-Руда

«Шілас» (лит. Futbolo klubas „Šilas“ Kazlų Rūda) — колишній професіональний литовський футбольний клуб з міста Казлу-Руда.

## Хронологія назв
- 1940 — Азуолас
- 1952 — Жальгіріс
- 1969 — Шілас
- 1994 — Ауреді
- 1996 — Шілас
- 2006 — Квінтенция-Шілас
- 2008 — Аітас-МІА
- 2009 — ФК Казлу-Руда
- 2011 — ФК Шілас

## Історія
Заснований у 1940 році під назвою «Азулоас». Протягом радянської окупації та початку 50-их років XX століття клуб балансував між другим та третім дивізіоном чемпіонату Литовської РСР. У 1992 році виступав у Третій лізі литовського чемпіонату, в якій одразу ж став переможцем своєї групи. З 1993 по 2005 рік виступав у Другій лізі. Після трьох сезонів у Третій лізі 2012 року «Шілас» повертається до Другої ліги й наприкінці цього сезону здобуває путівку до Першої ліги. З 2013 року виступав у Першій лізі литовського чемпіонату, де був одним з лідерів. У 2016 році «Шілас» став переможцем Першої ліги й здобув путівку до Вищої ліги чемпіонату Литви.
У 2017 році клуб готувався до А-Ліги. Проте після завершення Зимового кубку 2017 року, де «Шілас» поступився латвійському клубу МЕТТА/Латвійський університет, команду з міста Казлу-Руда запідозрили в нечесній грі. Після цього було проведене розслідування щодо можливого порушення правил чемної гри, результатом якого стали штрафні санкції до тренерів та гравців команди.
24 лютого 2017 року ЛФФ повідомила, що отримав офіційний лист від футбольного клубу «Шілас» (Казлу-Руда), в якому від імені керівництва клубу вказувалося: "у разі фінансових труднощів команда не буде брати участь у чемпіонаті цьогорічної ліги". У середині березня 2017 року стало відомо, що клуб буде виступати в Другій лізі.
У 2022 році клуб перебрався до міста Маріямполе та змінив назву на «Маріямполе Сіті».

## Досягнення
- Кубок Литви
  - 1/2 фіналу (1): 2014/15

- Перша ліга чемпіонату Литви
  -  Чемпіон (1): 2016

- Третя ліга чемпіонату Литви
  -  Чемпіон (1): 1992/93 (зона «Сувалкія-Джукія»)
  -  Срібний призер (1): 2006 (зона «Маріямполь»)

## Сезони (2010; 2016—2021)
| Сезон | Рівень | Ліга       | Місце | Примітки |
| ----- | ------ | ---------- | ----- | -------- |
| 2021  | 2.     | Перша ліга | 3.    | [ 3 ]    |

## Відомі гравці
- Аудрюс Вейкутіс

## Відомі тренери
- Саулюс Вікертас
- Гедемінас Ярмалавічюс